# Katukína (indijanska plemena)
Katukína jezici, porodica indijanskih jezika i plemena iz zapadnog Brazila koja je po jednoj klasifikaciji dio šire porodice catuquinean-tucanoan, a u koju po istoj pripadaju i porodice muniche, kao i jezici auaque (Venezuela), caliana (Brazil), canichana (Bolivija), macu (Venezuela), movima (Bolivija), tucuna (Brazil) i yuri (Brazil).
Danas je prizatnto i označeno kodnim elementima svega 3 jezika, to su katukína, kanamarí i katawixi.
Po McQuownu (1955) i Greenbergu (1956) ona obuhvaća jezike amenadiapa, bendiapa, burue, cadiudiapa, canadiapa, canamari, catauichi, catuquina, cutiadiapa, hondiapa, marodiapa, paraua, pidadiapa, tauare, uadioparanindiapa, uiridiapa i ururudiapa.
- Amenadiapa, govore ga Indijanci Amena-Diapá, Amena-dyapá, ili Amena-Dy u brazilskim državama Amazonas i Acre.
- Bendiapa, pleme Ben-Diapá ili Ben-Diapá, Bendiapá, Bendyapá, država Amazonas.
- Burue, Indijanci Burué u Rondôniji i Amazonasu.
- Cadiudiapa, pleme Kadiú-Diapá ili Kadyu-dyapá, Kadyu-Dy u državi Amazonas.
- Caduquilidiapa, pleme 	Kadekili-Diapá ili Kadekili-dyapá, Amazonas.
- Canadiapa,
- Canamari [knm], pleme Kanamari ili Canamari, Canamary, Kanawari, Wiri-diapá, Wiri-dyapá, Wiri-Dy u državama Acre i Amazonas. Obuhvaća lokalnu skupinu Potyo-dyapa.
- Catauichi [xat], pleme Katawixi, ili Katawisí, Katauixi, Catauichi, Catauxy, Cataukins, Cathauichys, država Amazonas
- Catuquina [kav], Indijanci Katukina ili Pidá-Djapá, Pidá-Düapá, Pidá-dyapá, Pidá-diapá, Catuquina, Pedá-Djapá, Katukina do Jutaí, Katukina do Biá, država Amazonas.
- Cutiadiapa, pleme Kutiá-diapá ili Kutía-dyapá, Kutiádiapá u Amazonasu.
- Hondiapa, pleme Hon-Diapá ili Hon-dyapá, Hon-Dy, država Amazonas.
- Marodiapa, pleme Marö-Diapá ili Marö-Dyapa, u Amazonasu.
- Paraua, pleme Parawa; Amazonas.
- Pidadiapa, možda identični plemenu Katukina do Jutaí
- Tauare, Indijanci Tawarí ili Tauari, Tauaré. Amazonas i Acre
- Uadioparanindiapa, Indijanci Wadyo-parani-dyapá, Wadiu-paranindiapá, Uadyo-Paranin-dyapá, Kayarára
- Uiridiapa Indijanci Wiri-Diapá, Wiri-diapá, Wiri-dyapá, Wiri-Dy. Možda identični s Kanamarima.
- Ururudiapa, Indijanci Ururu-dyapá, Ururu-Dy, Ururu-Düapa. Amazonas

## Vanjske poveznice
- Ethnologue (14th)
- Ethnologue (15th)